# Olena Androssowa

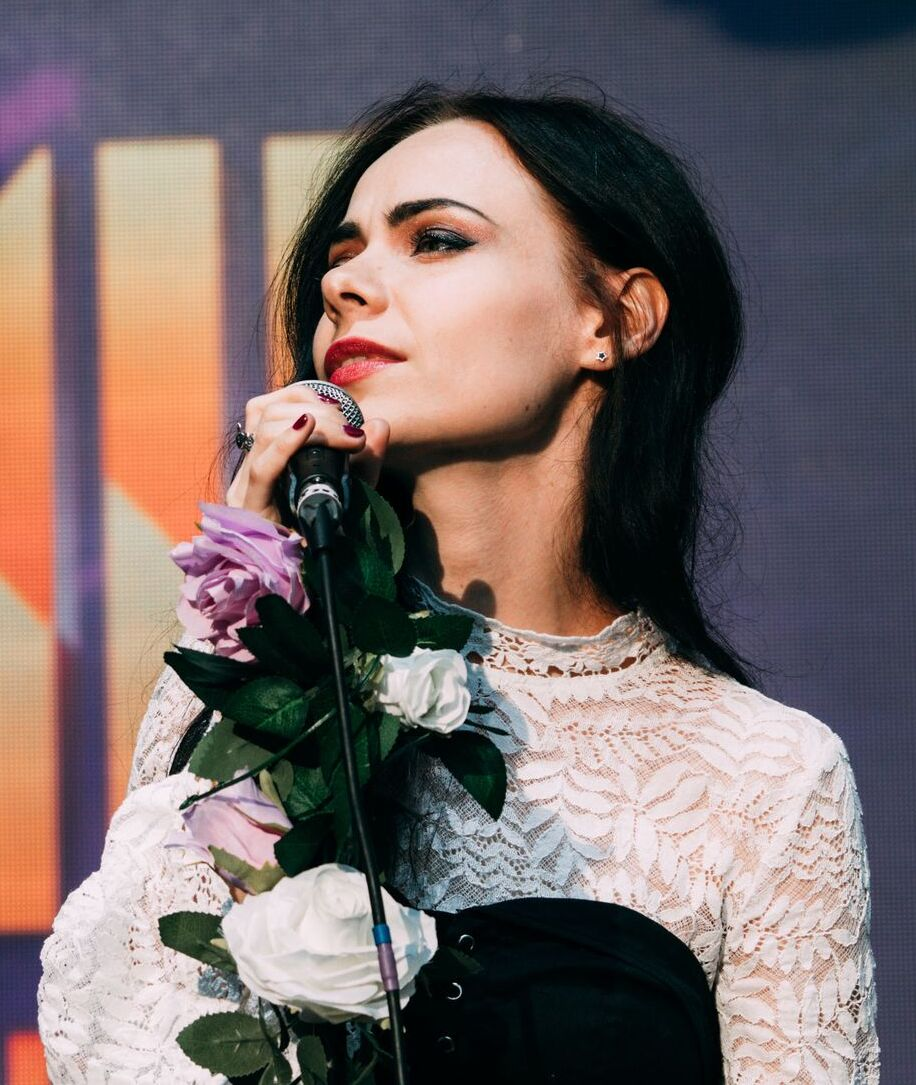
Olena Androssowa, 2021.

Olena Androssowa (ukrainisch Олена Андросова, englisch Helena Androsova), Künstlername Eileen (geboren am 30. September 1988 in Riwne), ist eine ukrainische Sängerin, Musikerin und YouTuberin. Sie lebt in Riwne.

## Leben
Androssowa studierte an der Ostroger Akademie an der Fakultät für Romanische und Germanische Sprachen. Androssowa spricht neben ihrer ukrainischen Muttersprache fließend Englisch und Russisch sowie Deutsch und Französisch. Nach ihrem Abschluss arbeitete sie zunächst als Übersetzerin, wandte sich später jedoch dem Buntglas-Kunsthandwerk zu.
Ab Januar 2015 begann Androssowa auf YouTube Musikvideos einzustellen, bei denen es sich hauptsächlich um ukrainischsprachige Cover bekannter englischsprachiger Lieder handelt. Sie beherrscht das Musikspiel auf dem Klavier, der Gitarre und der irischen Harfe.

## Musikkarriere
2020 professionalisierte Androssowa ihre Arbeit und veröffentlichte ihre Single Shchedryk - Carol of the Bells. Mit Russlands Überfall auf die Ukraine im Februar 2022 und dem Anwachsen eines allgemeinen öffentlichen Interesses für die Ukraine stieg die Popularität von Androssowas Musik stark an. Ihre im März und Juli 2022 veröffentlichten patriotischen Musikvideos Ой, у лузі червона калина (dt. Oh, auf der Wiese ist ein roter Viburnum) und Гей, соколи! (dt. Hey, ihr Falken) verzeichnen auf YouTube zehn bzw. fünfzehn Millionen Aufrufe. 2022 veröffentlichte Androssowa auch ihr erstes Album Oi u Luzi Chervona Kalyna.
Androssowa vertreibt ihre Musik auf YouTube und etablierten Streaming-Plattformen wie Spotify, Apple Music, Deezer und SoundCloud. Ihre auf YouTube erfolgreichste Coverversion ist Wellerman nach der modernen Fassung von Nathan Evans.